# Canarium ovatum
Canarium ovatum is een soort uit de familie Burseraceae. Het is een symmetrisch gevormde, groenblijvende boom die een groeihoogte tot 25 meter kan bereiken. De stam kan 50 centimeter in diameter zijn. De boom levert een hars, elemi geheten. De bladeren, die afwisselend en spiraalvormig aan de takken staan, zijn ongeveer 40 centimeter lang en oneven geveerd. De vijf tot negen glanzende blaadjes zijn 4 tot 24 centimeter lang en 2 tot 12 centimeter breed. Deze blaadjes zijn eivormig tot elliptisch, stijf en leerachtig.
De soort komt voor in de Filipijnen. Hij groeit daar in bossen waar veel regen valt. Deze bossen komen voor op lage tot gemiddelde hoogten, in zowel primaire als secundaire bossen.
De als pili bekendstaande vruchten leveren eetbare zoetsmakende zaden op. Deze worden zowel rauw als gekookt gegeten. Verder kan er zowel uit het zaad als uit het vruchtvlees een olie gewonnen worden die gebruikt wordt om te koken. De uit het vruchtvlees gewonnen olie wordt ook verwerkt in zeep, zonnebrandcrèmes en andere cosmetica. De hars, die bekend staat als Manila elemi of Filipijnse elemi, is zacht en geurig en heeft de textuur van honing. Deze hars word als zalf en pleister gebruikt voor wonden. Verder wordt de hars gebruikt als ingrediënt bij de productie van kunststoffen, drukinkten en parfums. De schors wordt gebruikt bij de behandeling van malaria en de bladeren worden gebruikt bij de behandeling van duizeligheid. Het roodachtige hardhout wordt gebruikt voor planken, bekleding, multiplex, vloeren, meubels, verpakkingskisten, pallets en algemeen timmerwerk.
De soort staat op de Rode Lijst van de IUCN geklasseerd als 'niet bedreigd'.

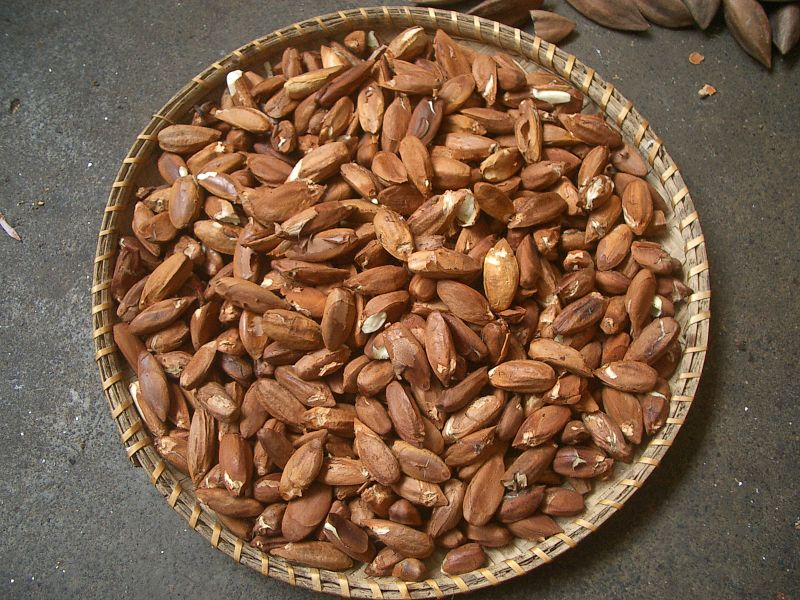
Een schaal vol pili-vruchten